# Nothofagus betuloides
Nothofagus betuloides (Mirb.) Oerst., conosciuto anche come guindo, è un albero appartenente alla famiglia Nothofagaceae nativo del sud della Patagonia. Nel 1769, durante il primo viaggio di James Cook, Joseph Banks ne studiò un esemplare nella Terra del Fuoco.

## Nomi
Nothofagus betuloides, secondo l'accurata descrizione di Lucas Bridges, che visse nella Terra del Fuoco per quarant'anni, aveva molti nomi comuni oltre a "guindo": "faggio sempreverde", "slushchi" (nome yamana) e "yinyohn" (nome selknam).

## Distribuzione
Questa specie cresce nel sud del Cile, dell'Argentina e soprattutto nella Terra del fuoco. Può resistere a temperature anche di -20 °C, e cresce circa 500 m sopra il livello del mare.
Secondo Bridges predilige le zone piovose, a differenza del faggio deciduo, che cresce nelle zone più aride.

## Descrizione
È un albero sempreverde, che cresce fino a 25 m. Il suo tronco ha un aspetto colonnare, la corteccia è grigia. Le foglie sono verdi, con un picciolo di 3–8 mm, ovate e con il bordo dentellato. Sono presenti stipole.
Fiorisce tra novembre e dicembre, mentre i frutti appaiono a gennaio-febbraio, e sono delle noci lunghe 2 o 3 mm.
Bridges, nel confrontarlo col faggio deciduo, nota che quest'ultimo possiede delle foglie dalla tessitura più solida, più scure e anche più aromatiche. Bridges, però, nota anche come le foglie di questo faggio fossero molto apprezzate dagli indigeni per la costruzione dei loro wigwam, dato che seccandosi emanavano un gradevole aroma.

## Usi
Alcuni esemplari vengono coltivati in Scozia, altri nelle Fær Øer; è una pianta resistente, che tollera inverni freddi e l'assenza di calore in estate.
Il legno è rosato, duro, semi-pesante e viene utilizzato sia nei mobili che nelle costruzioni.
Prima dell'arrivo dei bianchi, secondo la testimonianza di Bridges, la sua corteccia era usata dagli Yamana per le loro canoe; in seguito, quando ebbero a disposizione strumenti migliori, poterono scavarle direttamente nei tronchi.